# Bakaly (Baschkortostan, Bakalinski)
Bakaly (russisch Бакалы́; baschkirisch Баҡалы, Baqalı) ist ein Dorf (selo) in der Republik Baschkortostan in Russland mit 9568 Einwohnern (Stand 14. Oktober 2010).

## Geographie
Der Ort liegt etwa 150 km Luftlinie westnordwestlich der Republikhauptstadt Ufa am linken Ufer des linken Belaja-Nebenflusseses Sjun.
Bakaly ist Verwaltungszentrum des Rajons Bakalinski sowie Sitz der Landgemeinde (selskoje posselenije) Bakalinski selsowet, zu der außerdem die Dörfer Nowyje Balykly (5 km südlich), Plodojagodnaja (4 km südsüdöstlich), Sosnowka (3 km südöstlich, früher (Bakalinski) Leschos), Starokujanowo (8 km südsüdöstlich), Tokberdino (7 km südöstlich) und Urman (3 km südöstlich, früher Dom inwalidow) gehören.
Etwa die Hälfte der Einwohner sind Tataren, jeweils ein Fünftel Russen und Baschkiren.

## Geschichte
Der Ort wurde zu Beginn des 18. Jahrhunderts von Baschkiren gegründet. Im Verlauf des Jahrhunderts war das Gebiet eines der Zentren der Christianisierung nichtrussischer Ethnien in der Region, darunter von „Krjaschenen“ genannten Tataren, deren Angehörige sich auch in Bakaly ansiedelten und bis heute die Bevölkerungsmehrheit stellen. Ab 1773 war das Dorf Sitz einer Wolost, die ab 1782 zum neu gebildeten Ujesd Belebei gehörte. Dieser war zunächst Teil der Statthalterschaft Ufa, ab 1796 des Gouvernements Orenburg; 1865 kam er zum neugegründeten Gouvernement Ufa.
Nach Gründung der Baschkirischen ASSR 1919 und Auflösung des Gouvernements Ufa kamen der Ort und die Wolost am 18. Juli 1922 zu dem aus dem früheren Ujesd gebildeten Kanton Belebei. Mit der Auflösung der Kantone am 20. August 1930 wurde der neue Bakalinski rajon mit Sitz in Bakaly ausgewiesen.

### Bevölkerungsentwicklung
| Jahr | Einwohner |
| ---- | --------- |
| 1897 | 2467      |
| 1939 | 4438      |
| 1959 | 5240      |
| 1970 | 6244      |
| 1979 | 7822      |
| 1989 | 8240      |
| 2002 | 9514      |
| 2010 | 9568      |

Anmerkung: Volkszählungsdaten

## Verkehr
Von Bakaly in südlicher Richtung führt die Regionalstraße 80K-002 über Tuimasy nach Belebei, die südlich von Tuimasy die föderale Fernstraße M5 Ural von Moskau über Samara nach Tscheljabinsk kreuzt. In Tuimasy befindet sich auch gut 60 km entfernt die nächstgelegene Bahnstation an der Strecke Uljanowsk – Tschischmy (– Ufa).
Nach Osten besteht über die Regionalstraße 80K-008 über das benachbarte Rajonzentrum Tschekmagusch Anschluss an die föderale Fernstraße M7 Wolga (Moskau – Nischni Nowgorod – Kasan – Ufa) bei Kuschnarenkowo, ebenso nach Norden über die 80N-005 ins benachbarte Rajonzentrum Werchnejarkejewo.